# 国際Cマッチ
国際Cマッチ（こくさい・シーマッチ）とは、サッカー国際試合の種別。
一般にはA代表が国外のクラブチームや、ナショナルチーム以外の各種選抜チーム（地域選抜など）と対戦する場合のことを称している。日本の場合、キリンカップ・サッカーが完全な国際Aマッチ指定大会になる以前、海外のクラブチームを招いて試合を行ったことがある。この試合に出場しても、FIFA世界ランキングへの順位変動には影響しない。また選手のキャップもカウントされない。

## 関連記事
- 国際Aマッチ
- 国際Bマッチ
- テストマッチ